# Juan Andújar
Juan Andújar (Loma de Cabrera, República Dominicana, 1986) es un artista dominicano conocido por sus pinturas modernas inspiradas en el océano y la vida rural.

## Biografía
Juan Andújar nació en una familia tradicionalmente artística. Su padre, José Andújar (Papito), es el director de la Academia de Música Emilio Prud'Homme en Loma de Cabrera; mientras que su tío, Juan Plutarco Andújar, es un pintor Dominicano de fama internacional. En Loma de Cabrera, Juan Andújar estudia música y al mismo tiempo cultiva las artes plásticas. Allá participa, desde 2000 al 2004, en la exposición "Unidos por el arte" junto a otros artistas locales. Luego estudia artes plásticas en la Escuela Nacional de Bellas Artes en Santo Domingo.

## Exposiciones
Juan Andúnjar ha participado en varias exposiciones tanto individuales como en grupo en República Dominicana y en el extranjero.

### Exhibiciones Individuales
- Serena Mare, 2008, Mesa Fine Art, Santo Domingo.

•Metáfora inconclusa , galería de arte nader ,2013
- Estímulos de Vida (en homenaje a su tío Juan Plutarco), 2014, Shanell Art Gallery, Malecón Center, Santo Domingo.

### Exhibiciones grupales
- Unidos por el arte, 2001, 2002, 2003, y 2004, Loma de Cabrera.
- Exposición anual Casa de Teatro, 2005, Santo Domingo.
- Arte Caribeño, 2005, San Juan, Puerto Rico.
- Exposición Profundo Fundación Mir, 2005, Casa de Campo, La Romana.
- 65 Artistas Latinoamericanos. Celebración 30 años de la Galería Nader, 2006, Santo Domingo.
- Arte siempre Arte; 3.ª edición, 2006, Galería Nader, Santo Domingo.
- Artistas Dominicanos en Embajada  Dominicana, Bruselas, Bélgica.
- Rutas de los Murales, 2007, Hermanas Mirabal.
- Murales de Arte Dominicano, 2006, Malecón Center, Santo Domingo.

## Reconocimientos
Juan Andújar ha recibido varios reconocimientosincluyendo:
- Medalla de Reconocimiento por el Cabildo del Distrito Nacional, Santo Domingo.
- Premio Regional de la Juventud (desarrollo cultural).
- Distinción de honor Mural Malecón Center.
- Premio Nuestra Señora de la Altagracia, 2005, Loma de Cabrera.
- Premio Casa de Teatro, 2004, Santo Domingo.